# Francesco Tentori Montalto
Francesco Tentori Montalto (Roma, 18 marzo 1924 – Roma, 15 marzo 1995) è stato un ispanista e traduttore italiano.

## Biografia
Nacque a Roma ma si formò a Firenze negli anni 1950 grazie all'amicizia con Mario Luzi del quale frequentava la casa, definendosi "fiorentino abusivo", titolo che diede a una sua raccolta di poesie dedicata alla città medicea.
Discusse la sua tesi sulla poesia spagnola del Novecento nel 1946 e nello stesso anno della laurea si recò in viaggio in Andalusia, quindi nella Galizia. Nel 1947 ottenne una borsa di studio dal Ministero spagnolo degli Affari Esteri che gli consentì di recarsi nuovamente in Spagna dove rimase fino al 1948 e dove conobbe poeti e scrittori spagnoli tra i quali Vicente Aleixandre e José María Valverde.
Pubblicò diverse sue raccolte di poesie nell'arco di circa trent'anni - firmandosi  Francesco Tentori - e alcuni saggi.
Fin dai primi anni cinquanta iniziò l'attività di traduttore di poesie ispano-americane su riviste, tra le quali La Fiera Letteraria e Quaderni ibero americani. Svolse l'incarico di traduttore presso svariate case editrici (tra cui Bompiani, Einaudi e Feltrinelli); fu il primo traduttore de L'Aleph di Borges, pubblicato in Italia nel 1959, col quale ebbe corrispondenze epistolari; lo scrittore argentino fu centrale nell'attività di Tentori che ne tradusse e curò un'ottantina di edizioni italiane.
Per le traduzioni contenute nell'antologia Poeti ispano-americani del Novecento vinse il XVIII Premio Monselice per la traduzione letteraria.
Nel corso degli anni ampliò i suoi interessi e le sue attività professionali avvicinandosi anche agli ambiti della saggistica, della critica letteraria e del giornalismo.
Fu vincitore del Premio Ceppo Pistoia sezione racconti e poesie nel 1970.
Nel 1985 ricevette il Premio Nazionale Rhegium Julii, sezione Poesia, per Animale d'ombra.
Nel 1989 il suo Dialogo con l'assente gli valse il Premio Nazionale di Poesia Frascati.
Morì a Roma nel 1995. La sua ultima opera - uscita postuma nel 1997 - è Lirica spagnola del Novecento, un'antologia collettiva che raccoglie le migliori poesie dei più grandi poeti spagnoli del XX secolo.
Era padre di Antonio Tentori.

## Archivio
Il fondo Francesco Tentori Montalto fu donato dai suoi eredi, i figli Lina e Antonio e la moglie Vilna, all'Archivio Contemporaneo del Gabinetto Vieusseux: ne è disponibile un inventario dattiloscritto. Contiene corrispondenze epistolari con Attilio Bertolucci, Carlo Betocchi, Ercole Ugo D'Andrea, Mario Luzi, Oreste Macrí, Roberto Paoli, Jorge Luís Borges, Jorge Guillén e molti altri ancora; fotografie, articoli di giornale, bozze di libri.

## Opere

### Antologie
- Poesia ispano-americana del '900, Parma, Guanda, 1957
- Narratori ispanoamericani del '900, Parma, Guanda, 1960
- Juan Ramón Jiménez, Club degli Editori, 1967
- Poeti ispano-americani del Novecento, Bompiani, Milano, 1987
- Lirica spagnola del Novecento, Firenze, Le Lettere, 1997

### Curatele
- Le più belle poesie di Antonio Machado, Milano, Crocetti, 1994
- Le più belle poesie di Jorge Luis Borges, Milano Crocetti, 1994

### Poesia
- Il canzoniere domestico e altre poesie, Roma, De Luca, 1958
- Lettere a Vilna, Firenze, Vallecchi, 1960
- Nulla è reale, Firenze, Vallecchi, 1964
- Poesie, Bologna, Centro d'Arte e Cultura, 1967
- Lo stormire notturno, Milano, De Luca, 1968
- Trittico toscano, Milano, De Luca, 1970
- Corrispondenze in una stanza: 1968-1973, Mandura, Lacaita, 1974
- Viaggio in uno specchio, Milano, Guanda, 1978
- Tre miraggi, Firenze, Vallecchi, 1980
- Animale d'ombra: 1976-1981, Firenze, Vallecchi, 1984
- Dialogo con l'assente, Biblioteca Cominiana, 1989
- Migrazioni, Firenze, Passigli, 1997
- Il segreto degli specchi - Poesie 1949-1994, Gruppo editoriale Domina, 2005  (postumo)

### Saggi
- Le stagioni e gli addii: versioni di poeti spagnoli e ispanoamericani, Firenze, Vallecchi, 1980
- Esperienze di un poeta traduttore, Milano, Guerini, 1989

### Traduzioni
- Juan Ramón Jiménez, Poesie, Modena, Guanda, 1946
- José María Valverde, Il Don Chisciotte di Cervantes, Torino, ERI, 1958
- Jorge Luis Borges, L'Aleph, Milano, Feltrinelli, 1959
- Luis Cernuda, Poesie, Milano, Lerici, 1962 (anche curatela)
- Jorge Luis Borges, Antologia personale, Milano, Silva, 1962
- Jorge Luis Borges, Altre inquisizioni, Milano, Feltrinelli, 1963
- Juan Ramón Jiménez, La stagione totale con le Canzoni della nuova luce (1923-1936), Firenze, Vallecchi, 1963
- Rafael Arévalo Martínez, L'uomo che pareva un cavallo, Milano, Rizzoli, 1964
- María Zambrano, Spagna: pensiero, poesia e una città, Firenze, Vallecchi, 1964
- Emilio Prados, Memoria dell'oblio, Torino, Einaudi, 1966
- José María Valverde, Storia della letteratura spagnola, Torino, ERI, 1969
- Oriol Bohigas, Architettura modernista: Gaudí e il movimento catalano, Torino, Einaudi, 1969
- Vicente Aleixandre, La distruzione o amore, Torino, Einaudi, 1970
- Jorge Luis Borges, Elogio dell'ombra, Torino, Einaudi, 1971
- Luis Cernuda, La realtà e il desiderio, Firenze, Sansoni, 1971
- Vicente Aleixandre, Poesie della consumazione, Milano, Rizzoli, 1972
- Eliseo Diego, L'oscuro splendore, Milano, Accademia, 1974
- Juan Ramón Jiménez, Eternità: Pietra e cielo, Milano, Accademia, 1974
- Juan Ramón Jiménez, Diario di poeta e mare, Milano, Accademia, 1974
- Jorge Luis Borges; Adolfo Bioy Casares, Cronache di Bustos Domecq, Torino, Einaudi, 1975
- Juan Ramón Jiménez, Antologia poetica, Parma, Guanda, 1977
- Antonio Di Benedetto, Zama, Torino, Einaudi, 1977
- Adolfo Bioy Casares, Dormire al sole, Torino, Einaudi, 1979
- Salvador de Madariaga, Cortés, Milano, Dall'Oglio, 1981
- Jorge Luis Borges, L'artefice, Milano, Rizzoli, 1982
- Pablo Antonio Cuadra, Bevitore di tenebre, Roma, Empiria, 1983
- Jorge Luis Borges, Conversazioni con Osvaldo Ferrari, Milano, Bompiani, 1986
- Rosa Chacel, Relazione di un architetto, Palermo, Sellerio, 1986
- José María Valverde, Il giorno del perdono, Roma, Empiria, 1986
- Rosa Chacel, Chinina Migone, Roma, Empiria, 1987
- Jorge Luis Borges, Altre conversazioni con Osvaldo Ferrari, Milano, Bompiani, 1989
- Jorge Luis Borges, Dall'intimità, Firenze, Passigli, 1991 (anche curatela)
- José María Valverde, Insegnamenti dell'età (1945-1990), Roma, Fondazione Piazzolla, 1991
- Jorge Luis Borges, Cos'è il buddismo, Roma, TEN, 1995
- Antonio Machado, Solitudini, Milano, Crocetti, 1997
- Lope de Vega, Fuente Ovejuna, Garzanti
- Pedro Calderón de la Barca, Il gran teatro del mondo, Milano, Garzanti